# Manuel Cerda Campos
Manuel José Cerda Campos; político chileno. Nació en Santiago en 1798. Falleció en la misma ciudad el 22 de junio de 1871. Hijo de don Francisco de la Cerda y Escudero y doña Dionisia Campos Márquez de Canales. Contrajo matrimonio en 1835 con Rosario Aguirre Campos. Educado en el Instituto Nacional y obtuvo en 1848 su título de abogado de la Universidad de Chile.
Inició su carrera política de la mano del Partido Liberal, siendo elegido diputado por Santiago en 1837 y 1840. En este tiempo perteneció a la Comisión permanente de Legislación y Justicia. Diputado por Valparaíso en 1843 y por Constitución en 1846 y 1849. Por Petorca y La Ligua en 1852, reelecto en 1855, mismo año en que compatibiliza además el cargo de Senador por Atacama, el primero en representar esta provincia junto al conservador José Ángel Ortúzar Formas.
Ocupó la vicepresidencia del Senado en julio de 1858. Integró la Comisión permanente de Constitución, Legislación y Justicia y la Comisión Conservadora hasta 1861. Nuevamente vicepresidente en 1861-1862, asumió ese año la Presidencia del Senado. Elegido Senador, esta vez por la Provincia de Coquimbo, en 1864-1870.
Fue miembro de la prestigiosa Comisión Revisora 1852 encargada para el Proyecto de Código Civil de 1853, nombrada por el ejecutivo (la que inició los trabajos el 24 de junio de 1853 y concluyeron en octubre de 1855).